# Grubale
Grubale – wieś w Polsce położona w województwie mazowieckim, w powiecie siedleckim, w gminie Siedlce. Ma status sołectwa. Leży 9 km na wschód od centrum Siedlec. 
W latach 1975–1998 miejscowość administracyjnie należała do województwa siedleckiego.
Wierni Kościoła rzymskokatolickiego należą do parafii św. Mikołaja w Pruszynie.
W Grubalach znajduje się świetlica. Przez Grubale przebiega droga powiatowa Stok Lacki - Cielemęc.